# Rosa Spanjaard
Rozina (Rosa) Spanjaard (Borne, 5 december 1866 – Den Haag, 10 december 1937) was een Nederlandse schilderes en tekenares. 

## Leven en werk
Spanjaard kwam uit een familie van Joodse textielfabrikanten. Ze was een dochter van David Spanjaard en Dina Prins. Ze trouwde in 1892 met de advocaat David Spanjaard (1861-1935), een neef van haar vader. Uit dit huwelijk werd een dochter geboren: Eveline Henriette Sara Spanjaard (1893-1943) die trouwde in 1916 met Frits Salomon van Cleeff (1890-1943) die beiden vermoord werden op 7 september 1943 in Auschwitz.
Ze werd opgeleid bij Kunstoefening, de tekenschool in Arnhem, onder Jacob Hendrik Geerlings. Ze volgde later lessen bij de schilder Eduard Frankfort in Enschede. Ze woonde en werkte in Borne, Enschede, Arnhem (1905), Rozendaal (1919) en vanaf 1920 in Den Haag. In Den Haag werd ze lid van de Schilderessenvereniging ODIS. Spanjaard schilderde bloemen, stillevens en portretten, waaronder een portret van de dichteres Hélène Swarth, dat tot de collectie van het Kunstmuseum Den Haag behoort.
De schilderes overleed kort na haar eenenzeventigste verjaardag.

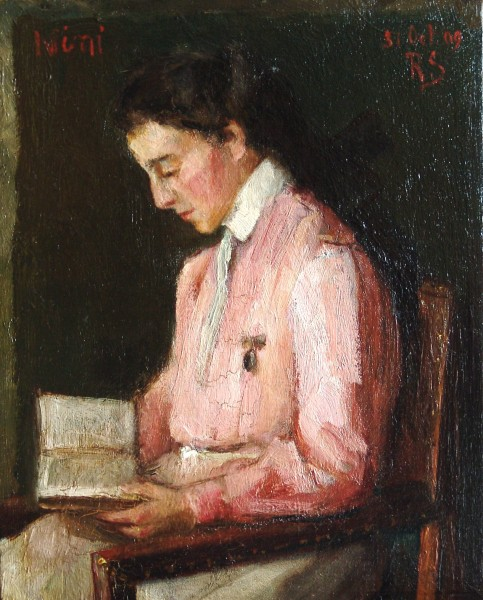
Portret van dochter Eveline (1909)
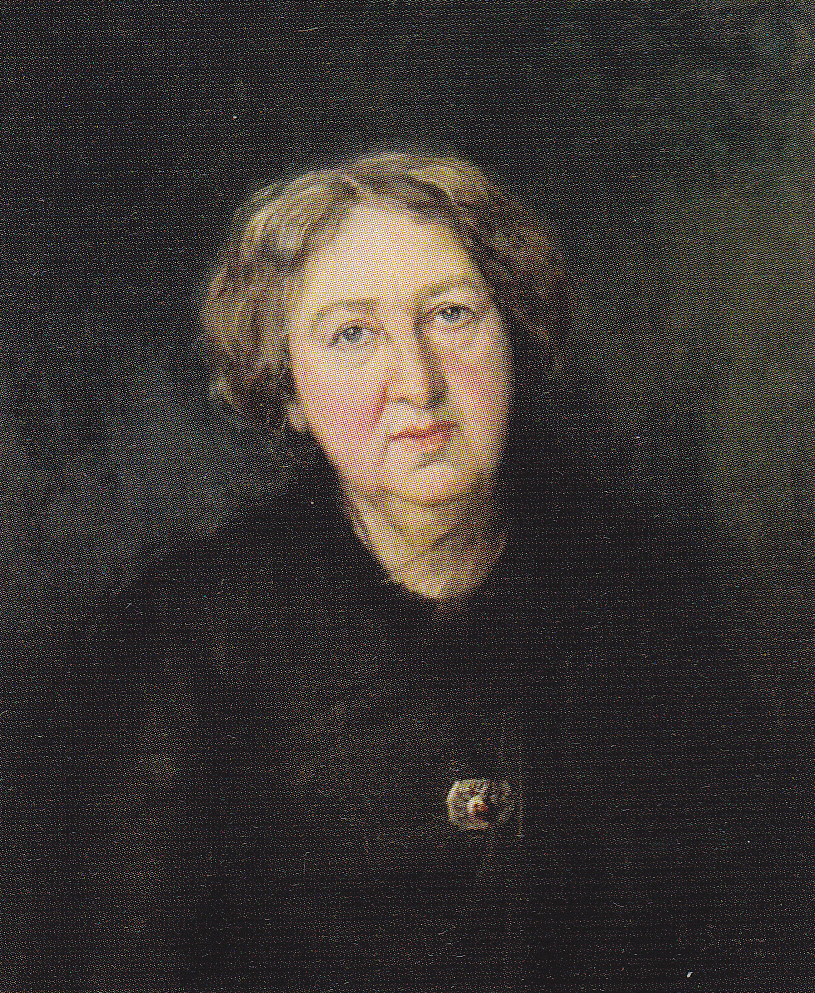
Portret van Hélène Swarth (1919), Kunstmuseum Den Haag